# Llano Estacado
Llano Estacado (pronunție AFI,  ˈʝano estaˈkaðo ), (într-o traducere aproximativă, Câmpiile palisade), cunoscute în mod comun ca Staked Plains, este o regiune semi-aridă din regiunea sud-vestului Statelor Unite ale Americii, care cuprinde anumite părți ale estului statului  New Mexico și părți semnificative ale vestului statului  Texas, incluzând părți ale regiunii South Plains și părți ale nordului statului Texas, cunoscuta zonă Texas Panhandle.
Llano Estacado, una dintre cele mai întinse zone de mesa din America de Nord, crește lent în altitudine de la circa 900 de m în sud-estul său (aflat în statul New Mexico) la peste 1,500 de metri în nord-vestul său din Texas. Creșterea medie în altitudine este foarte lentă, la circa 2 m per kilometru (sau 10 feet / mi), fiind practic imperceptibilă pentru ochiul omenesc.

## Geografie și climat
Zona Llano Estacado se găsește la capătul sudic al Câmpiilor Înalte (în original, High Plains), parte a Marilor Câmpii (conform, Great Plains) ale Americii de Nord, parte a ceea ce fusese numit cândva Marele Deșert American (în engleză, Great American Desert). Fluviul Canadian, cel mai mare afluent al fluviului Arkansas formează granița naturală de nord între Llano Estacado la sud și restul Câmpiilor Înalte la nord.  La est, structura geomorfologică de tip faleză, numită Caprock Escarpment (vedeți fotografia din Infocasetă), o formațiune extrem de lungă și având o denivelare abruptă de circa 100 metri, face delimitarea între Llano și câmpiile roșii permiene ale Texasului, iar la vest o structură similară, numită Mescalero Escarpment, face demarcarea între Llano și valea fluviului Pecos.  La sud, nu există o demarcație naturală, Llano integrându-se treptat în Platoul Edwards, în apropierea localității Big Spring.  Această regiune geografică se extinde pentru circa 400 de km de la est la vest, respectiv pentru 240 de km de la nord la sud, marcând o suprafață de peste 97.000 de km2, mai mare decât cea a statului  Indiana și altor 12 state mai mici ale Statelor Unite.

## Istoric și denumire
A fost o regiune locuită de unele triburi ale indienilor americani. Însă în prezent este populată de americani de ambele feluri, adică imigranți dar și nativi americani.